# St. Michael (Aschaffenburg)

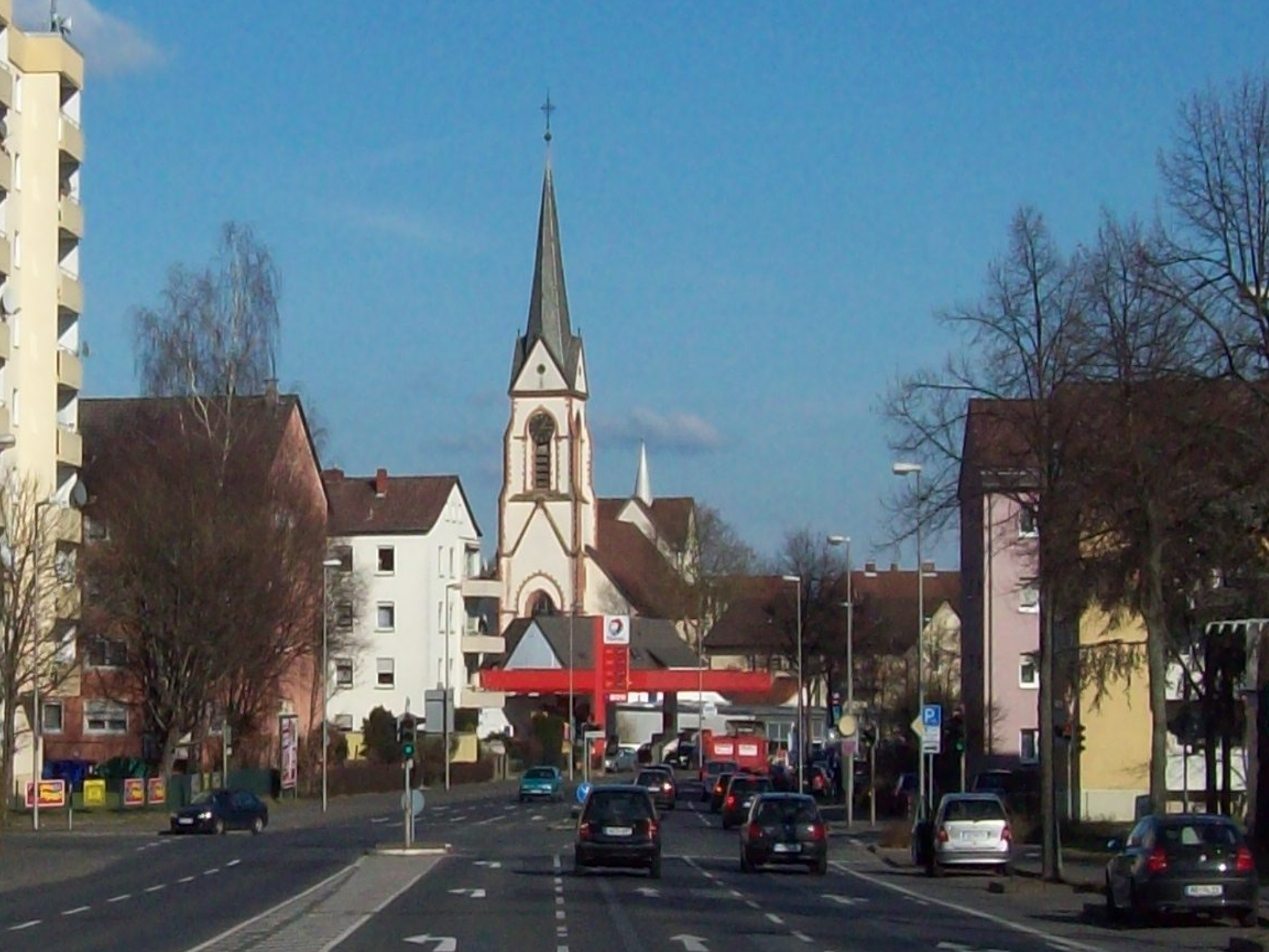
St. Michael in Aschaffenburg-Damm (2011)

St. Michael ist eine 1877 errichtete katholische Pfarrkirche im Stadtteil Damm im Norden der Stadt Aschaffenburg. Sie wurde 1944 zerstört und 1951 neu erbaut.

## Geschichte

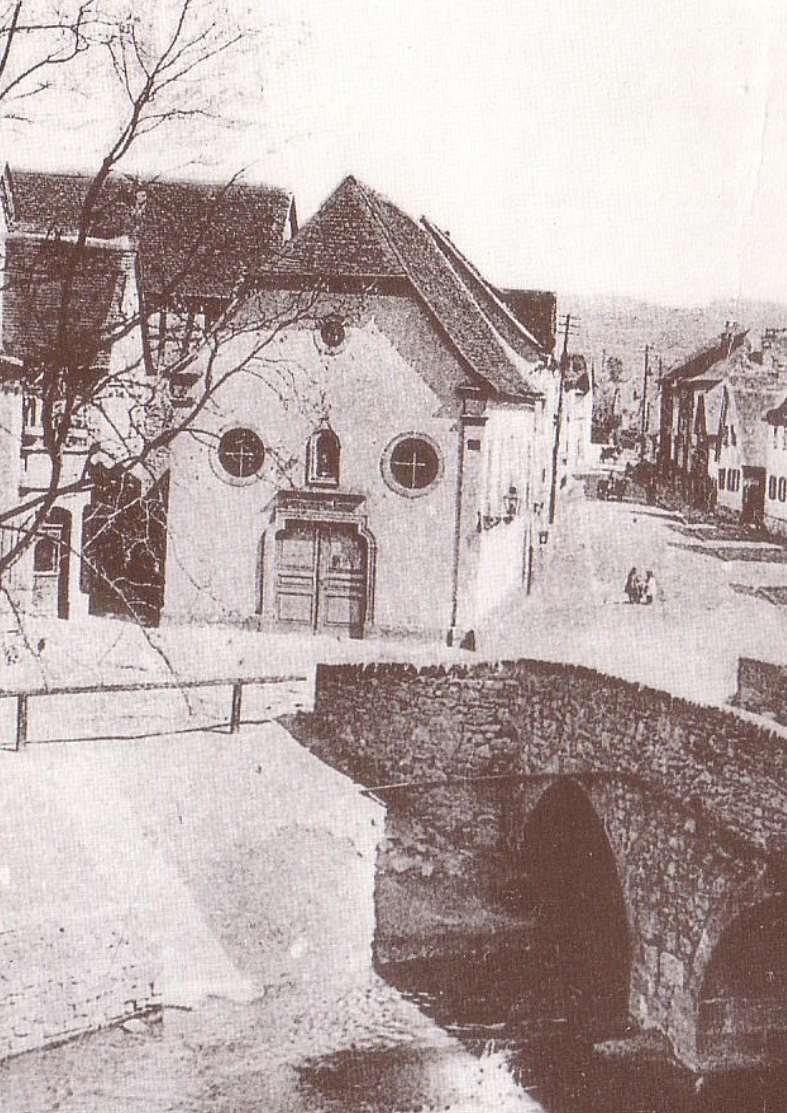
Michaelskapelle (vor 1900)

Als eine „bescheidene“ … „dreiseitig geschlossene Anlage ohne Choreinziehung“ wird die um 1580 entstandene Michaelskapelle, die alte Kirche zu Damm beschrieben. Diese wurde im Dreißigjährigen Krieg zerstört, 1655 wieder aufgebaut, 1714, 1795, 1799 und 1829 erweitert. Die Inneneinrichtung war dörflich-schlicht, im Dachreiter befanden sich zwei Glocken. Nach der Einweihung der St.-Michaels-Kirche 1877 profaniert, war „die alt‘ Kersch an der Aschaff“ (die alte Kirche an der Aschaff) über 100 Jahre bis 2008 Heim der Dämmer Freiwilligen Feuerwehr. Eine Marienfigur in der Wandnische über dem Haupteingang erinnert noch heute an die einstige Bestimmung.

## St.-Michaels-Kirche von 1877

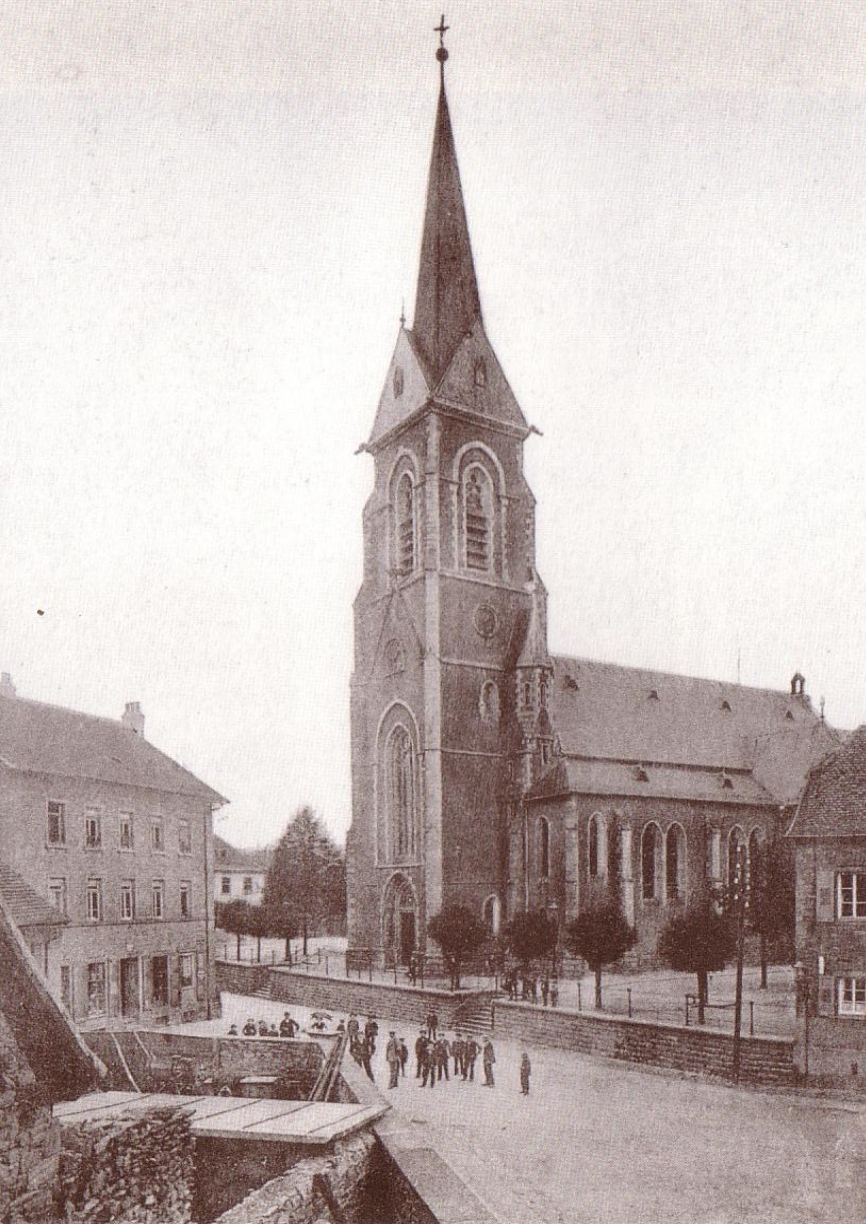
St. Michael (um 1900)

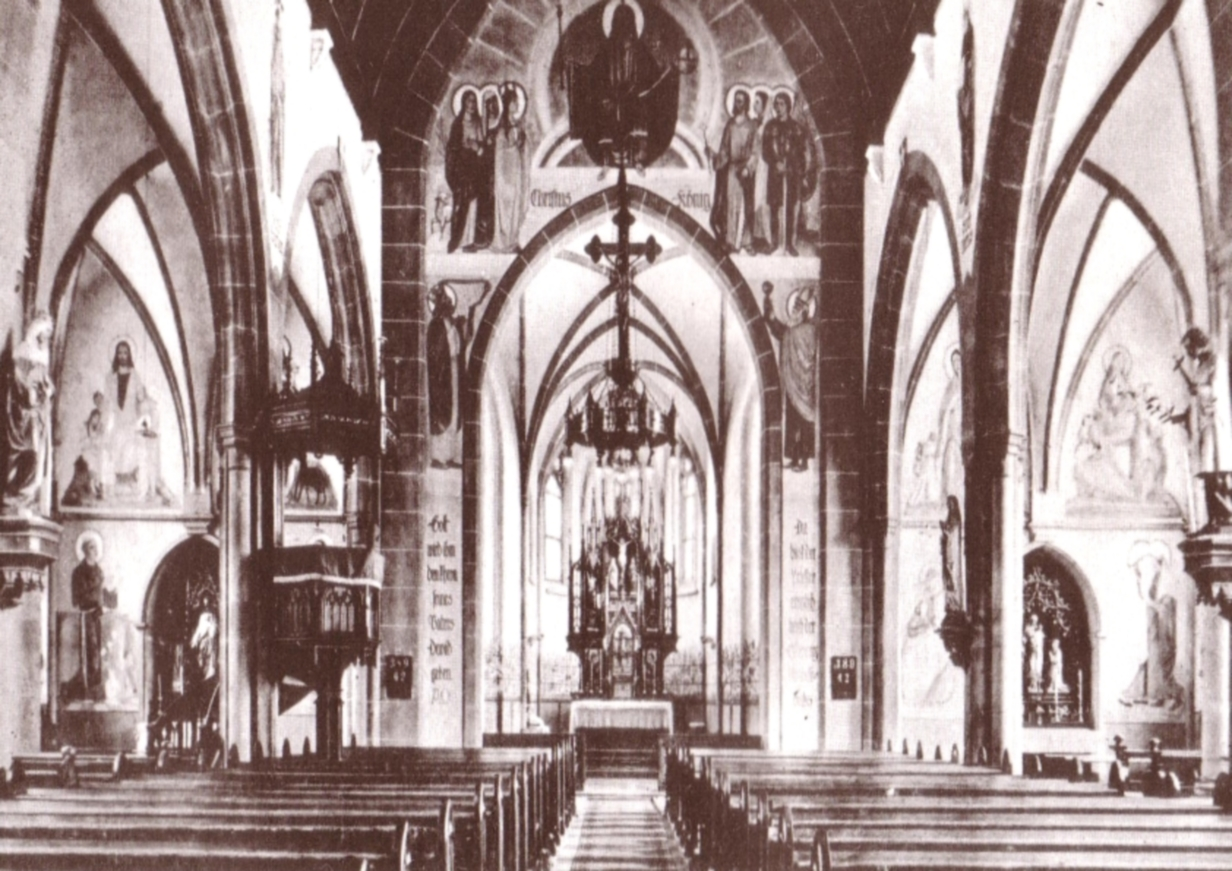
Inneres von St. Michael, 1927 ausgemalt

Für die ständig wachsende Bevölkerung war die Michaelskapelle Mitte des 19. Jahrhunderts zu klein. Kaplan Christian Würth schlug vor, eine neue größere Kirche zu bauen. Er gründete mit Zustimmung seines Pfarrers Franz Ägidius Anderlohr von St. Agatha 1843 den Dämmer Kirchbauverein, und die Gemeinde steuerte das entsprechende Grundstück, eine 1804 erworbene Wiese des Reigersbergischen Hofguts, bei. Am 26. April 1874 erfolgte der erste Spatenstich für den vom Frankfurter Architekten Max Meckel entworfenen Kirchenneubau. Geistlicher Rat Michael Schmidt, Pfarrer der Mutterpfarrei St. Agatha, nahm am 7. Juni des gleichen Jahres die Grundsteinlegung vor. Anfang November war der Dachstuhl aufgestellt und man begann bereits mit der Eindeckung, als am 12. November vormittags der Dachstuhl des Hauptschiffs und des rechten Seitenschiffs sowie die inneren Backsteinsäulen einstürzten. Während der Frühstückspause hatten die meisten Handwerker die Kirche verlassen. Ein 16-jähriger Dachdeckerlehrling konnte nur noch tot geborgen werden, sechs weitere Handwerker wurden schwer verletzt. Ein mehrfaches Abweichen vom ursprünglichen Plan, schlechtes Material sowie die ungenügende Überwachung durch den Architekten und den Baumeister soll die Ursache des Unglücks gewesen sein. Die Regierung verbot zunächst den Weiterbau für ein Jahr. Mit Darlehen und Spenden nach Amerika ausgewanderter Dämmer konnte im Frühjahr 1876 die Arbeit wieder aufgenommen werden. Die im neugotischen Stil erbaute, 14 m lange und 16 m breite Kirche wurde am 14. Oktober 1877 unter Geläut der drei Glocken von Bistumsverweser Franz Xaver Himmelstein (1811–1889) feierlich benediziert.
Am 24. Mai 1897 wurde die Filialgemeinde Damm zur selbstständigen Pfarrei erhoben, erster Pfarrer wurde der damalige Kaplan Josef Scherf. Der Würzburger Bischof Ferdinand von Schlör kam im Jahr 1904 zur Visitation und weihte Kirche und Altar. Die Altäre wurden im Stil der Neugotik geschaffen, 1927 wurde die Kirche von dem jungen Glattbacher Künstler Alois Bergmann-Franken ausgemalt.
Bei einem Luftangriff am 21. November 1944 wurden Kirche und Pfarrhaus völlig zerstört, Pfarrer Eduard Keller und Kaplan Ludwig Soter kamen ums Leben, 90 % des Ortskerns lagen in Trümmern.

## Wiederaufbau 1951
Sofort nach dem Krieg begann man mit Enttrümmerung der Ruine und der Sicherung des Turms, und Anfang 1949 konnte der Wiederaufbau anfangen. Das Wertvollste, was die Gemeinde besessen hatte, war eine Vespergruppe aus dem 15. Jahrhundert, die bei der Zerstörung verloren ging. Der Architekt Michael Niedermeier sah vor, unter Eingliederung des noch erhaltenen Turms eine flächenmäßig große Kirche ohne Seitenschiffe und mit freiem Blick von allen Plätzen zum Hochaltar zu schaffen. Am 15. Juli 1951 erfolgte die Grundsteinlegung durch den Würzburger Domkapitular Eugen Kainz. Am 27. September 1952 weihte Bischof Julius Döpfner die neue Kirche.

## Orgel

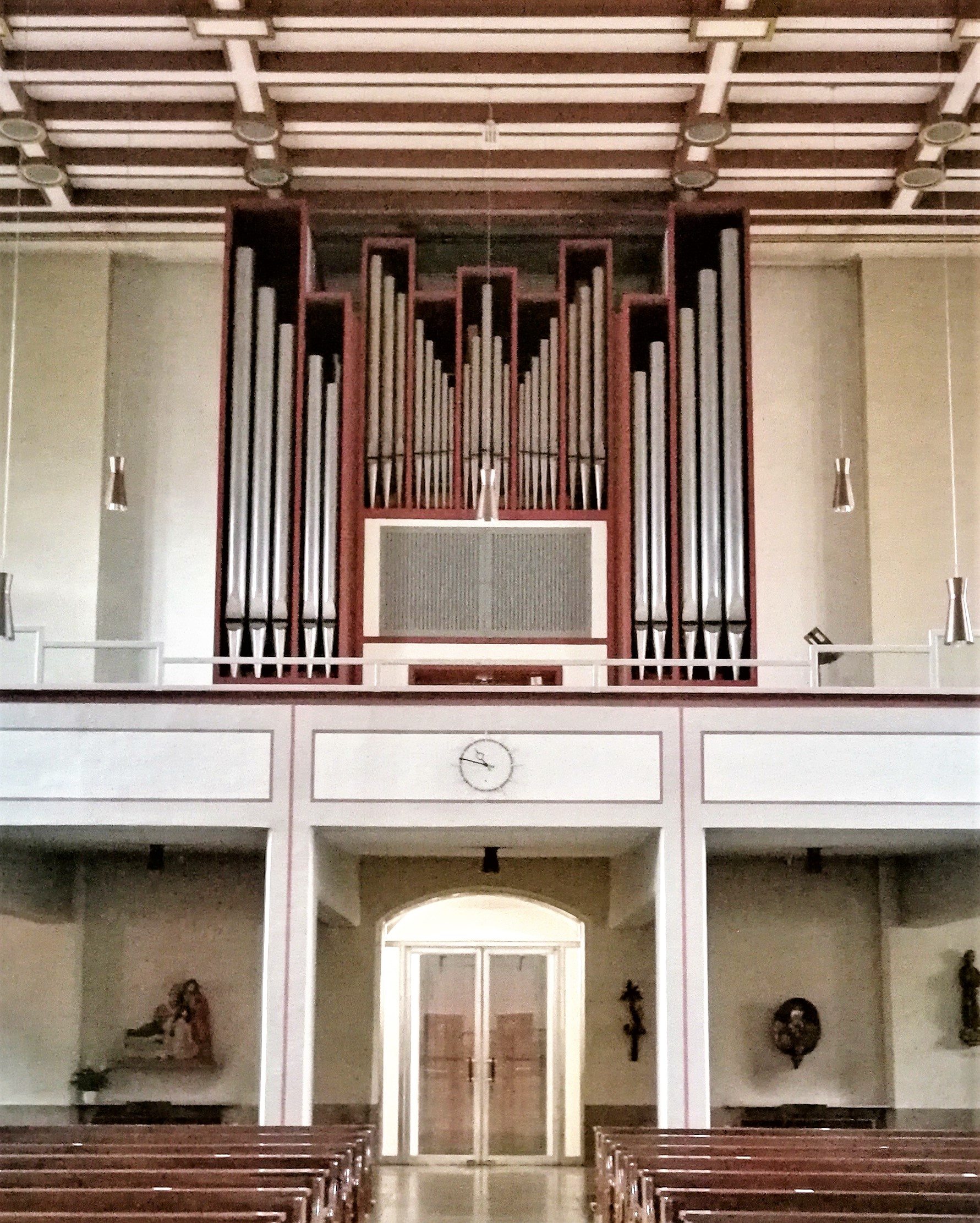
Orgel von 1974

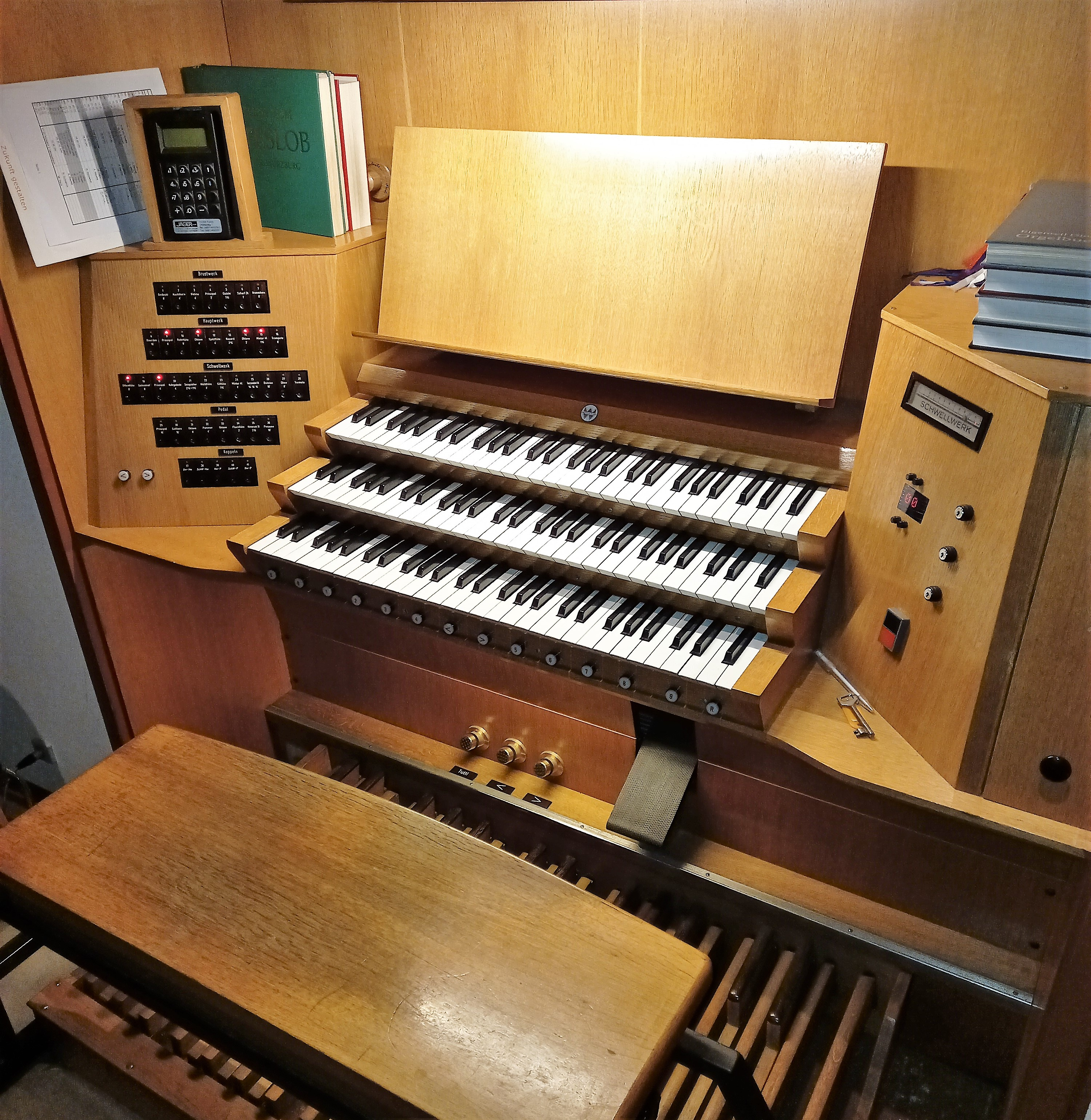
Spieltisch der Orgel

Im Jahre 1974 baute die Werkstatt Gustav Weiß in Zellingen eine Orgel mit Schleifladen, mechanische Spiel- und elektrische Registertraktur, Normalkoppeln und angebauter Spielkonsole. Der Orgelprospekt besteht aus neun hochrechteckigen Pfeifenfeldern, je zwei Bassfelder, Brustwerk, darüber das fünfteilige Hauptwerk; das Schwellwerk befindet sich unsichtbar dahinter. Das Instrument hat seit einer Renovierung durch Martin Karle, den Nachfolgebetrieb der Werkstatt Weiß, folgende Disposition:
| I. Schwellwerk C–g3 |                |       |
| 17.                 | Offenflöte     | 8′    |
| 18.                 | Salicional     | 8′    |
| 19.                 | Principal      | 4′    |
| 20.                 | Rohrgedeckt    | 4′    |
| 21.                 | Sesquialter II | 2 ⁄3′ |
| 22.                 | Waldflöte      | 2′    |
| 23.                 | Sifflöte       | 1 ⁄3′ |
| 24.                 | Mixtur IV      | 1′    |
| 25.                 | Terzzimbel III | 1⁄4′  |
| 26.                 | Dulcian        | 16′   |
| 27.                 | Oboe           | 8′    |

| II. Hauptwerk C–g3 |            |       |
| 8.                 | Bourdon    | 16′   |
| 9.                 | Prinzipal  | 8′    |
| 10.                | Rohrflöte  | 4′    |
| 11.                | Oktave     | 4′    |
| 12.                | Spitzflöte | 4′    |
| 13.                | Nasard     | 2 ⁄3′ |
| 14.                | Oktave     | 2′    |
| 15.                | Mixtur IV  | 1 ⁄3′ |
| 16.                | Trompete   | 8′    |

| III. Brustwerk C–g3 |            |       |
| 1.                  | Gedeckt    | 8′    |
| 2.                  | Nachthorn  | 4′    |
| 3.                  | Violine    | 4′    |
| 4.                  | Prinzipal  | 2′    |
| 5.                  | Quinte     | 1 ⁄3′ |
| 6.                  | Scharf III | 1′    |
| 7.                  | Krummhorn  | 8′    |

| Pedal C–f1 |                |       |
| 29.        | Prinzipal      | 16′   |
| 30.        | Subbass        | 16′   |
| 31.        | Oktave         | 8′    |
| 32.        | Pommer         | 8′    |
| 33.        | Oktave         | 4′    |
| 34.        | Flachflöte     | 2′    |
| 35.        | Hintersatz III | 2 ⁄3′ |
| 36.        | Posaune        | 16′   |

## Pfarrer
- 1897–1911: Joseph Scherf (* 7. April 1858 in Straßbessenbach; † 16. Mai 1911 Bad Homburg vor der Höhe; vorher 1882–1887 Kaplan in Damm)
- 1911–1921: Valentin Reuß
- 1921–1934: Anton Heckelmann (* 23. Februar 1881 in Kitzingen; † 4. März 1964 in Kleinostheim; dann Stiftspfarrer in Aschaffenburg)
- 1934–1944: Eduard Keller (* 25. Januar 1895 in Bürgstadt; † 21. November 1944 beim Luftangriff in Aschaffenburg-Damm)
- 1944–1945: P. Franz zu Löwenstein JS als Pfarrverweser
- 1945–1948: Ludwig Schellhorn (* 25. Juni 1911 in Würzburg; † 10. Juli 1982 in Erlenbach am Main; Priesterweihe am 8. März 1936 in Würzburg; 1938–1941 Kaplan in Damm, nach Rückkehr aus dem Kriegsdienst Pfarrverweser, 1948–1980 Pfarrer von St. Michael)
- 1981–2011: Georg Müller (* 14. Januar 1941 in Bergstadt, Oberschlesien; † 11. Dezember 2019 in Würzburg; am 25. August 1964 zum Priester geweiht, Pfarrer von St. Michael)
- seit 1. September 2011: Robert Stolzenberger (* 1. März 1980 in Aschaffenburg; am 26. Mai 2007 zum Priester geweiht)